# Ornithogalum persicum
Ornithogalum persicum là một loài thực vật có hoa trong họ Măng tây. Loài này được Hausskn. ex Bornm. mô tả khoa học đầu tiên năm 1908.